# Krogan

Alcuni membri della specie Krogan su Tuchanka

I Krogan sono una specie umanoide extraterrestre immaginaria nell'universo di Mass Effect, sviluppato da BioWare e pubblicato da Electronic Arts.

## Storia[1]
La specie dei Krogan ha origine dal pianeta Tuchanka, situato nel sistema Aralakh, all’interno dell’ammasso ZDK (Zona Demilitarizzata Krogan). Tuchanka è un mondo inospitale, avvolto in un inverno nucleare, da loro causato, a causa dell'uso massiccio di testate nucleari che lo hanno reso inabitabile. Questa condizione ha costretto i Krogan a vivere in clan primitivi e in costante conflitto tra loro.
Circa duemila anni prima degli eventi della trilogia originale, i Salarian intervennero nel destino dei Krogan. I Salarian, desiderosi di utilizzare i Krogan come soldati per combattere i Rachni (una specie ostile che minacciava il Consiglio), fornirono alla specie la tecnologia della velocità della luce, anziché lasciarli scoprire o sviluppare autonomamente questa conoscenza. Inoltre, i Krogan furono trasferiti su un nuovo pianeta abitabile.
Con il passare delle generazioni, i Krogan non solo sconfissero i Rachni per conto del Consiglio, ma li respinsero commettendo un genocidio contro questa specie. Come riconoscimento per i loro sforzi, ai Krogan furono assegnati ex mondi Rachni e altri pianeti nello spazio della Cittadella, dove poter stabilire le loro colonie. Addirittura, i caduti Krogan furono onorati con un monumento nella Cittadella, un segno tangibile della loro storia e del loro ruolo cruciale nella galassia, che perdura ancora nella linea temporale della trilogia.
Tuttavia, la mossa dei Salarian fallì quando la popolazione Krogan crebbe esponenzialmente fino ad entrare in crisi demografica, obbligando la specie ad affermare con la forza il loro dominio su altri pianeti. Dopo aver fondato una colonia su Lusia, un pianeta appartenente alla specie delle Asari, si rifiutarono di andarsene e il Consiglio della Cittadella, in risposta, ordinò agli Spettri, personale delle forze speciali originariamente fondato per tenere sotto controllo i Krogan, di colpirli, dando così l'inizio a delle ribellioni, conosciute nella serie come "Ribellione dei Krogan".
Le ribellioni continuarono senza sosta poiché i Krogan riuscirono a persistere a causa del loro alto tasso di natalità. Per risolvere questo problema, i Turian utilizzarono un'arma biologica, la Genofagia, sviluppata dagli scienziati Salarian per ridurre drasticamente il tasso di natalità dei Krogan, portandolo ad 1 nato su 1000. I Krogan, quindi, furono costretti alla resa imposta dai Turian.

## Ideazione e progettazione

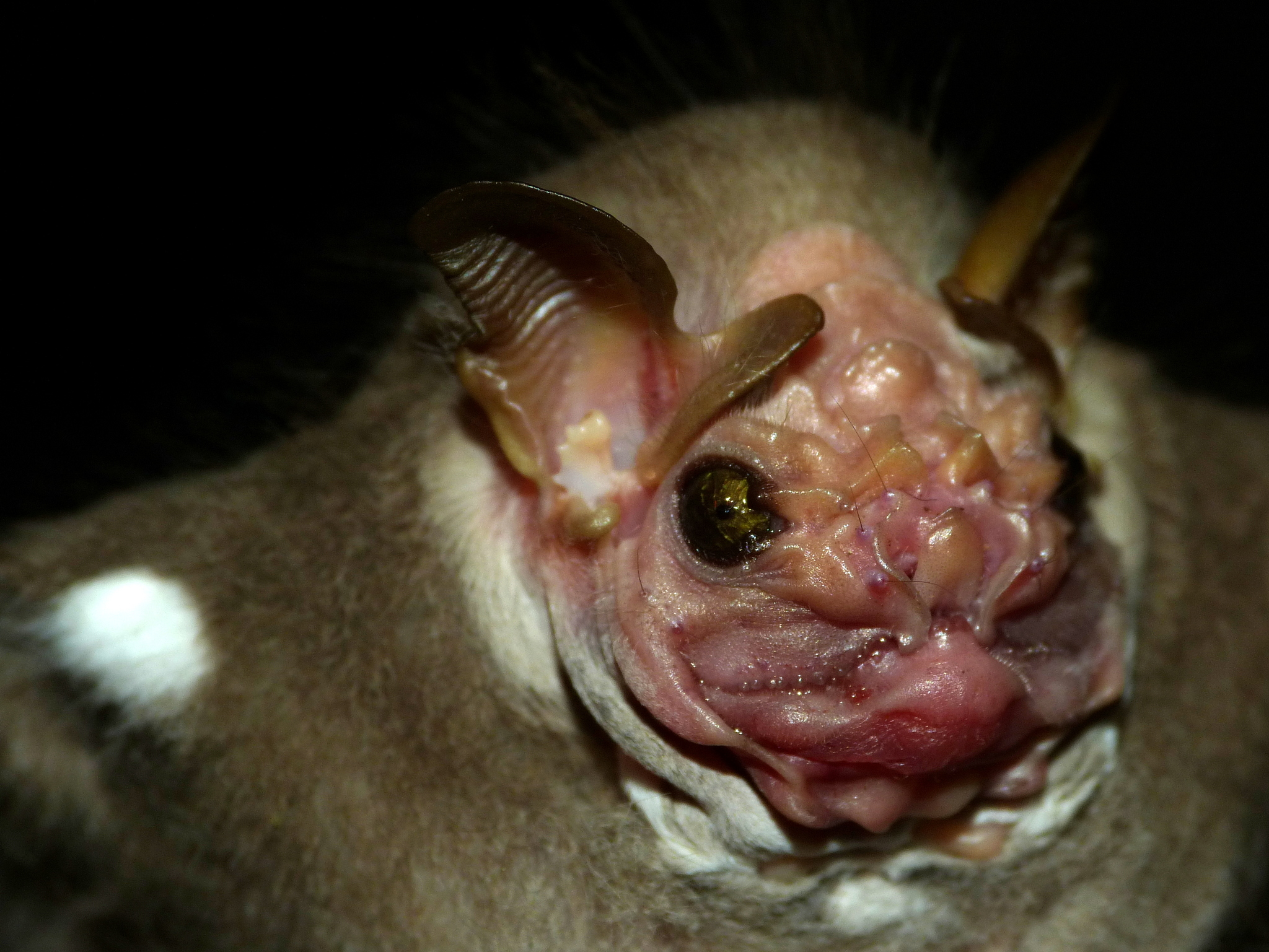
Il volto dei Krogan è stato ispirato dai pipistrelli, in particolare dal pipistrello dalla faccia rugosa

Durante la fase iniziale di sviluppo dei Krogan, il team di scrittura della serie ha fornito un breve paragrafo scritto al team di progettazione, contenente una descrizione di base della specie, la loro storia e altri dettagli specifici ma concisi necessari per il design visivo dei Krogan.
Il direttore artistico associato, Matt Rhodes, scelse il pipistrello dalla faccia rugosa (Centurio senex) come base per i volti. Questa scelta è stata motivata dal fatto che i volti dei Krogan gli sembravano estranei e avevano bisogno di un elemento distintivo. Rhodes perfezionò il concetto creando diversi disegni di specie animali e poi li ha fusi insieme per il progetto finale.
Poiché i Krogan sono una razza indurita dalla battaglia, il loro design visivo include un esoscheletro di chitina spesso, che suggerisce robustezza e resistenza. Inoltre, la pelle della specie riprende quella di un rinoceronte indiano.
Originariamente, gli occhi dei Krogan si trovavano ai lati della testa, ma il modellista notò che questa caratteristica era tipica degli animali da preda. Rhodes era d'accordo con la valutazione del suo collega, e così gli occhi dei Krogan furono spostati in avanti per corrispondere alla loro natura predatoria. Ciò ha avuto il vantaggio di rendere il loro design più credibile e di funzionare meglio nella conversazione.
Durante la preparazione del modello digitale, il team modificò alcune caratteristiche iniziali per adattare il modello ad uno scheletro umanoide per scopi di animazione. Un aspetto chiave nella progettazione riguardava l’area posteriore della loro figura. Questa zona era considerata una "zona sicura", in cui i designer potevano sperimentare con la silhouette senza influenzare negativamente l’animazione durante il combattimento o le conversazioni. Per enfatizzare questa caratteristica, il team ha aumentato la massa dell’area posteriore dei Krogan, dando loro le grandi gobbe che li rendono riconoscibili e distintivi.
Il concetto dei Krogan come specie tragica in attesa di redenzione è stato fortemente influenzato dal gioco spaziale Star Control 2 del 1992, riprendendo la specie dei "Thraddash".
Il veicolo terrestre utilizzato dai Krogan sul loro pianeta natale è stato ripreso da un progetto inutilizzato del Mako, il veicolo utilizzato dal giocatore in Mass Effect.
In Mass Effect 3 possiamo trovare i "bruti", creature concepiti come una sintesi del corpo di un Krogan e della testa di un Turian. I bruti sono nemici grandi e robusti, armati di artigli di grandi dimensioni che possono afferrare i nemici e schiacciarli al suolo, sebbene i loro addomi e gli organi vitali siano protetti da una corazza che può essere fatta saltare con attacchi prolungati.

## Caratteristiche

### Biologia[9]
L’aspetto fisico dei Krogan è descritto come l'incrocio tra una lucertola cornuta con uno stegosauro o un rospo. La loro altezza è solitamente più alta di 2 metri e possiedono grandi gobbe dove immagazzinano liquidi e sostanze nutritive che consentono loro di sopravvivere per lunghi periodi senza cibo né acqua. I Krogan si riproducono sessualmente, maturano a un ritmo estremamente elevato e sono anche capaci di vivere per secoli, a volte ben più di mille anni, prima di morire di morte naturale. Gli individui biotici sono rari, anche se quelli che possiedono gli impianti biotici sono generalmente più forti nelle capacità rispetto agli altri individui della specie.
La specie presenta una pelle spessa e quasi impermeabile, estremamente resistente a tagli, graffi e contusioni e diversa in base all'età degli individui; infatti, quella di un Krogan maturo è simile a quella di una tartaruga, mentre quella di un giovane è più fine, più morbida e squamosa come quella di una lucertola. La "cresta" sopra il volto è composta da molti segmenti più piccoli che devono ancora formarsi in una piastra solida, nello stesso ragionamento di un cranio di un neonato. I Krogan maschi che raggiungono un'età di sviluppo più avanzata hanno una corona completa con grandi punte.
I Krogan possiedono anche molteplici organi secondari e terziari per tutti i principali sistemi corporei, che fungono da backup nel caso in cui l'organo primario venga danneggiato.  Uno di questi organi sono proprio i testicoli, che ne sono quattro in sacchi distinti.  La specie, inoltre, è estremamente resistenti alle radiazioni ionizzanti, ai veleni e alle temperature estreme e possono entrare in una "rabbia sanguinaria" in cui diventano insensibili al dolore e impossibili da paralizzare.

### Cultura
I Krogan sono descritti come una specie che è stata capace di evolversi e sviluppare abilità e tratti straordinari nonostante le condizioni inospitali del loro pianeta natale, Tuchanka, che nell'antichità mantenne la loro popolazione in un equilibrio sostenibile fino a quando la cultura Krogan raggiunse l'era industriale. Dopo l'arrivo della genofagia, il carattere temerario dei membri della specie è aumentato.
Nella moderna società i maschi che restano isolati vagano nello Spazio lavorando come mercenari per e con altre specie. Sono altamente territoriali e non condividono lo spazio vitale, nemmeno all'interno dei confini necessariamente angusti di un'astronave. Al contrario, le femmine si vedono raramente al di fuori dei pochi mondi dominati, dove vivono principalmente in clan di sole donne potenti e ferocemente difesi che si concentrano sull'allevamento delle nuove generazioni. Il lento declino dei Krogan dovuto all'impotenza della genofagia, modifica genetica che porta con sé la possibilità di una possibile estinzione della specie, portò molti individui a indurire la propria personalità e a diventare egocentrici. Gran parte della loro cultura è caratterizzata da atteggiamenti risentiti e fatalismo esistenziale, sebbene alcuni individui rimangano ottimisti sul fatto che la loro specie sopravvivrà in qualche modo.

### Pianeta natale
Tuchanka, il loro pianeta natale, appare per la prima volta in Mass Effect 2, dove viene descritto come un "pianeta distrutto da una bomba". La superficie è ricoperta di crateri causati dai bombardamenti, macerie radioattive, ceneri soffocanti, saline e mari alcalini, anche se migliaia di anni fa erano presenti fitte giungle di alberi analoghi e fauna altamente competitiva, che crebbe in feroce abbondanza sotto il calore bruciante della sua Stella, Aralakh. Dopo essere diventata la specie dominante sul pianeta, i membri Krogan iniziarono a combattere tra di loro, causando la distruzione dell'ambiente circostante. La guerra termonucleare, infatti, globale trasformò Tuchanka in una terra desolata, con un inverno nucleare che uccise gran parte della vita vegetale rimanente. I Krogan sopravvissuti si ritirarono in enormi bunker sotterranei per continuare a sopravvivere al fallout nucleare. La società si catapultò all'età della pietra vivendo tra le rovine della loro civiltà un tempo gloriosa.
Tra le tecnologie avanzate offerte ai Krogan dai Salarian c'erano i mezzi per stabilizzare l'atmosfera in rovina tramite la tecnologia di terraformazione.  Un dispositivo atmosferico ad alta tecnologia noto come "La Sindone" venne costruito dai Salarian per bloccare il caldo intenso proveniente da Aralakh.
Tra gli animali selvatici più importanti originari di Tuchanka figurano i Varren, quadrupedi simili a cani, i Klixen, una specie simile a dei granchi e i Divoratori, giganteschi vermi carnivori.  Una creatura degna di nota è Kalros, "la madre di tutti i divoratori" che gioca un ruolo significativo nelle credenze spirituali della società Krogan, oltre a respingere l'invasione dei Razziatori di Tuchanka.
Lo stile architettonico delle antiche rovine si basa sul lavoro di Frank Lloyd Wright, leggermente rivisitato con un'ottica "brutale" per proiettare una stile architettonico più vicino alle caratteristiche comportamentali della specie.

## Apparenze
Nella serie di Mass Effect, i Krogan sono presenti fin da subito nei romanzi, nei fumetti e nei film d'animazione, ricoprendo ruoli come mercenari e di antagonisti. Il primo personaggio Krogan nel franchise mediatico lo troviamo in Mass Effect: Revelation ed è un guerriero chiamato Skarr. Nel romanzo, Skarr viene assunto dal nobile Batarian Edan Had'dah per uccidere Kahlee Sanders, e successivamente viene sconfitto e ucciso da David Anderson.
Non è possibile giocare nella serie con un personaggio di questa specie, ma sono disponibili diverse varianti giocabili nelle modalità multiplayer di Mass Effect 3 e Mass Effect: Andromeda. Il primo gioco di Mass Effect fornisce un background completo sulla malattia della genofagia all'interno dei dialoghi di gioco e delle voci del Codex, l'enciclopedia digitale del gioco, e introduce Urdnot Wrex, un agente dell'Ombra che il Comandante Shepard recluta nell'equipaggio della SSV Normandy per inseguire lo spettro Turian ribelle Saren Arterius..
In Mass Effect 2 si introduce Grunt, un membro opzionale del'equipaggio che viene ottenuto dopo che Shepard tenta di reclutare Okeer, un Signore della guerra e scienziato Krogan. Okeer è il creatore di Grunt, infatti quest'ultimo è frutto di geni modificati nel tentativo di creare una nuova specie in grado di contrastare la genofagia. In questo capitolo Shepard può visitare il pianeta natale dei Krogan, Tuchanka, come parte della sottotrama di Grunt, dove potrà trovare Urdnot Wrex o il suo fratellastro Urdnot Wreav come leader del clan Urdnot. La genofagia Krogan gioca anche un ruolo centrale nella sottotrama dello scienziato Salarian Mordin Solus, il cui protetto Maelon è ricorso alla sperimentazione sulle femmine Krogan per trovare una cura.
In Mass Effect 3 Shepard si occupa della risoluzione della genofagia. Dopo l'incontro con il Primarca Victus, leader della gerarchia Turian, promette sostegno a Shepard a condizione che i Krogan aiutino a difendere il loro pianeta natale, Palaven. Il leader del clan Urdnot, ormai effettivamente capo di stato del popolo Krogan, rifiuta a meno che la genofagia non venga curata. Mordin, o Padok Wiks (se Mordin non è sopravvissuto agli eventi di Mass Effect 2) stanno sviluppando una cura con l'aiuto di una femmina Krogan fertile soprannominata "Eva", che poi deve essere dispersa attraverso la struttura della Sindone su Tuchanka una volta completata con successo. Eva è la prima femmina di Krogan visibile nella serie. D'altra parte, Dalatrass Linron, il leader del governo dell'Unione Salarian, rivela che la Sindone è già stata compromessa e offre a Shepard il sostegno del suo governo per lo sforzo bellico contro i Razziatori. Alla fine, Shepard avrà la possibilità di scegliere se curare la malattia o meno, perdendo però il sostegno dei Krogan.
In Mass Effect: Andromeda, i Krogan sono una delle specie della Via Lattea che partecipano all'Iniziativa Andromeda, un progetto che ha come fine inviare alcuni coloni a bordo di "navi arca" in un viaggio di sola andata nella galassia di Andromeda, prima degli eventi di Mass Effect 3. Nakmor Drack, un membro del clan Nakmor, si unisce all'equipaggio della nave da ricognizione Tempest come compagno del Pioniere Ryder. Prendendo spunto dal precedente lavoro di Mordin sulla genofagia, i Krogan che hanno partecipato all'Iniziativa Andromeda si sono sottoposti ad una terapia genica mentre erano nel criosonno e sono riusciti a migliorare la vitalità della loro prole di una piccola, ma significativa, percentuale. Il successo di questa procedura è dimostrato quando la nipote di Drack, Kesh, dà alla luce un gruppo sano di bambini Krogan dopo la sconfitta dei Kett.

### In altri media
- I Krogan vengono citati come un easter egg in Dragon Age: Inquisition, un videogioco sviluppato anch'esso da BioWare.[15]
- I Krogan sono presenti come skin per i personaggi giocanti di Anthem, rilasciati il 7 novembre 2019 in commemorazione dell' "N7 Day", una celebrazione informale del franchise di Mass Effect con cadenza annuale.[16]

## Analisi
La genofagia creata dai Salarian è stata paragonata ai metodi utilizzati attualmente per il controllo della popolazione delle zanzare. Un esempio citato è una controversa tecnica di terapia genetica che prende di mira le larve di zanzara, spazzando via popolazioni di zanzare portatrici di malattie mortali e creando una nuova razza con geni difettosi, metodo che però ha suscitato preoccupazioni. In un articolo pubblicato da Kotaku nel 2013, Sebastian Alvarado dell'Università di Stanford ha analizzato se la genofagia sia scientificamente possibile nel mondo reale.
La relazione tra Salarian e i Krogan è stata spesso analizzata: Marino Carvalho, in un articolo sulla rivista Games and Culture: A Journal of Interactive Media, ha analizzato che le due specie sono in uno sviluppo tecnologico ma che non tiene conto dei principi morali nell'impiego. Amy M. Green ha osservato che i Salarian, in quanto colonizzatori, continuano a denunciare le responsabilità e incolpare i Krogan per aver creato la propria miseria durante il periodo delle loro ribellioni, senza però trattare delle scelte non etiche che continuano a destabilizzare i Krogan molto tempo dopo la fine delle ribellioni dei Krogan. Evan Narcisse ha tracciato alcuni parallelismi tra lo sfruttamento dei Krogan e la storia del mondo reale, come i Buffalo Soldiers, gli esperimenti di Tuskegee, così come le strategie statunitensi e sovietiche per sostenere regimi dispotici durante la Guerra fredda.

## Recensione
(Evan Narcisse)
La complessità morale della genofagia e l'opportunità del giocatore di decidere sul futuro della razza Krogan sono temi che hanno ricevuto un’accoglienza molto positiva da parte dei giocatori e dei critici.
GameSpot considera la storia della genofagia come una delle più avvincenti e profonde nell'universo di Mass Effect. Tom Phillips di Eurogamer ha definito la missione Priorità: Tuchanka in Mass Effect 3 come uno dei momenti più significativi della trilogia, proprio perché in questa missione, il comandante Shepard deve prendere decisioni cruciali riguardo al destino della specie Krogan e alla cura della genofagia. Le scelte del giocatore hanno conseguenze profonde e la scrittura di questa parte della trama è stata elogiata come una delle migliori dell’intera serie.
Sebastian Alvarado di Kotaku ha sottolineato che la storia della serie pone al giocatore vari dilemmi con scelte morali e la trama che evolve in base alla scelta effettuata dal giocatore. Inoltre, paragona la genofagia alla sterilizzazione forzata che è stata effettuata nel corso della storia umana del XX secolo.
Timothy Seppala e Jessica Conddit di Engadget hanno elogiato la complicata relazione tra Krogan e Salarian, risaltando l'impegno degli sviluppatori nel continuarla e presentarla anche nello spin-off Mass Effect: Andromeda. Evan Narcisse di The Atlantic ha notato che il dialogo di Wrex sulla situazione del suo popolo nell'originale Mass Effect gli ricordava la difficile situazione vissuta dai nativi americani, indicando come esempio le lotte combattute per la terra dei Sioux, Coeur d'Alene e Seminole. Di conseguenza, Narcisse simpatizzava con i Krogan e sentiva uno "strano tipo di affinità" con il personaggio in quanto uomo di colore. Matt Bradford di GamesRadar+ ha ritenuto comprensibile che i Krogan siano amareggiati in quanto sono stati deliberatamente infettati da un'arma biologica che li sta lentamente estinguendo.
Secondo le statistiche dei giocatori rilasciate da BioWare per Mass Effect 3, la maggioranza dei giocatori hanno scelto di curare la genofagia e salvare i Krogan.
Andy Kelly di PC Gamer considera i Krogan uno dei migliori nemici nei giochi per PC, sottolineando che non esitano a caricarsi a colpi di arma da fuoco a differenza della maggior parte degli altri nemici, e che un singolo Krogan armato di fucile può decimare un'intera squadra se il giocatore non presta attenzione durante il combattimento.